# ميمر
الميمر, هو نمط من أنماط الأدب والشعر الشعبي العراقي وله بحر مستقل بحد ذاته ووزنه «مستفعلن مستفعلن مستفعل» وقد استعمل في العديد من المقامات العراقية ويقسم إلى قسمان:
- ميمر مذيل
- ميمر هجيني

## أصل الميمر
هناك ثلاثة آراء لأصل الميمر فالبعض يعيد أصله إلى كلمة ما مر والتي تعني لم يمر, والرأي الثاني يعيد أصله إلى كلمة ديرم وهي قشرة شجر الجوز التي كانت تستخدم سابقاً كأحمر للشفاه. أما الرأي الثالث فيقول أن أصل الكلمة آشوري وهي تعني «القصيدة» في الكتابات الآشورية القديمة حيث جاء بهذا الرأي السيد مجيد لطيف القيسي في كتابه «معرفة اوزان الشعر الشعبي العراقي» 
والاصل هو الراي الأول.

## بنية شعر الميمر
يتالف الميمر من ثلاثة أشطر متحدة القافية واللفظ وأربعة يختم بها بقافية الراء الساكنة، ومثال على شعر الميمر العراقي:
نسجيه مراللي لفه أو عادلنه......و اللي يصحبنه بلوطن يتبختر»
معاني المفردات :
عادلنه الأولى: عادة لنا، الوكت: الوقت، عادلنه الثانية: عادة لنا، نسجيه: نسقيه، عادلنه الثالثة: أصبح عدو لنا.